# Чудско-псковско језеро
Чудско-псковско језеро (ест. Peipsi-Pihkva järv, рус. Чудско-Псковское озеро), понегде познато и као Пејпус, језерска је акваторија у источној Европи, на граници између Естоније на западу и Русије на истоку (односно руских области Лењинградске и Псковске). Са површином од 3.555 km², то је четврта највећа језерска површина у Европи. Језера припадају басену Финског залива Балтичког мора са којим су повезана својом једином отоком, реком Нарвом.
Чудско-псковски језерски систем чине три међусобно повезана језера:
- Чудско језеро на северу (ест. Peipsi järv) чини 73% акваторије;[4][5]
- Топло језеро у централном делу чини 7% акваторије[6] и
- Псковско језеро у јужном делу (ест. Pihkva järv) са 20% акваторије.[7][8]

Године 1242. на овом језеру се одиграла Битка на леду између Тевтонских витезова са једне и Новгородске кнежевине предвођене Александром Невским са друге стране.

## Физичко-географске карактеристике
Акваторија Чудско-псковског језера представља реликт некадашње знатно пространије акваторије ледничког порекла. Током палеозоика, пре неких 300 до 400 милиона година, цела територија савременог басена Финског залива била је под морем, а докази за ту маритимну фазу су можне наслаге маринских седимената дебљине до 200 метара. Савремени рељеф и басен формиран је под утицајем ледничког процеса током последње Валдајске глацијације пре 12.000 година. Повлачењем ледника формирано је Литориново море чија површина је била за 7 до 9 метара изнад нивоа данашњег Балтичког мора, а његовим постепеним повлачењем форимрана је савремена акваторија Чудско-псковског језера.

### Обале, рељеф дна и хидрографија
Акваторија Чудско-псковског језера обухвата подручје површине 3.555 км² и по том параметру налази се на четвртом месту у Европи (после Ладоге, Оњеге и Венерна). Укупна дужина обала је 520 километара, док је површина сливног подручја 47.800 км². Укупна запремина је око 25 км³, а максимална дубина до 15 метара (просечна дубина је око 7,1 метар). Површина језера лежи на надморској висини од 30 метара (про просечном водостају).
Иако је језеро своју савремену форму добило под утицајем ледничких сила, његове обале су доста равне и ниске, са веома малим степеном разуђености. Обале су углавном ниске, са моћним наслагама тресета, иза којих се налазе ниске приобалне равнице, често замочварене и подложне плављењу. Током пролећног поводња буде поплављено готово 1.000 км² ниског приобалног подручја. Нешто више и разуђеније су једино западне обале јужног Псковског језера код села Краснаја Горка и на том подручју се дуж обала налазе пешчане дине и бређуљци обрасли боровим шумама. На песковите обале наставља се појас изразито плитке воде ширине 200 до 300 метара.
Рељеф дна је доста једноличан и готово раван, а дно се благо издиже идући ка обалама. Углавном је прекривено слојевима глине, а местимично и ситнозрнастим песцима. Најдубљи део се налази у централном делу Топлог језера, на око 300 метара од обале, где се обала стрмо спушта до максималних 15,3 метара дубине.
Језеро се одликује високим степеном протока воде, и на годишњем нивоу укупан проток једнак је половини запремине језера.
|              | Водни биланс               | Запремина           |
| ------------ | -------------------------- | ------------------- |
| Доток воде   | Падавине                   | 560 мм (1,9 км³)    |
| Доток воде   | Површинске и подземне воде | 3.150 мм (11,2 км³) |
| Губитак воде | Отицање путем водотока     | 3.390 мм (12 км³)   |
| Губитак воде | Испаравање                 | 320 мм (1,1 км³)    |

Чудско-псковско језеро је слатководно. Одликује га ниска стопа минерализације и доста мала прозрачност (од свега 2,5 метара) која је последица високе количине разних наноса које у језеро доносе његове притоке, али и интензивнијег развоја планктона. Кретање воде у језеру је углавном доста споро и у највећем делу године узроковано је радом ветра са просечним брзинама 5—9 цм/с. Током пролећних поплава нешто је интезивније кретање језерске воде у смеру југ-север.
Због доста мале дубине језерска вода се брзо загрева, али се једнако тако и брзо хлади. Током лета језерска вода достиже максималних 25—26 °C у приобалном делу, односно 22 °C на отвореним водама. Крајем новембра и почетком децембра ствара се ледени покривач који се прво јавља на крајњем југу, а потом се шири ка северу акваторије. Лед почиње да се топи крајем априла и почетком маја.
|  |  |  |  |

### Басен језера и острва
Подручје Псковско-чудског језера припада басену Финског залива Балтичког мора, ака језерима се одводњава подручје површине око 47.800 км². У језера се улива око 30 река, а две највеће и по притоку воде најзначајније реке су Великаја (дужина тока 430 км) која се на крајњем југу улива у Псковско језеро, и Емајиги (дужина тока 218 км) која се улива у Чудско језеро. Значајније притоке су још и Желча (107 км), Черма (48 км), Гдовка (23 км), Чјорнаја (57 км). Једина отока је река Нарва која истиче из северног дела Чудског језера и тече ка Финском заливу.
На језерима се налази 29 острва укупне површине од 25,8 км², те још око 40 мањих острва у делти реке Великаје на крајњем југу Псковског језера. Острва су доста ниска и замочварена и изнад нивоа језера издижу се у висини од свега 1–2 метра (максимално до 4,5 м). Многа од острва током поплава буду у целости прекривена водом. Највећа острва су Пијрисар (површине 7,39 км²), Колпина (11,2 км²) и Каменка (6,2 км²). У централном делу Псковског језера налази се архипелаг Талапска острва који чине три мања острва укупне површине 1,54 км².

## Живи свет и екологија
Приобално подручје и обале језера обрасле су са 54 различите врсте водених биљака међу којима су најраширеније трска, иђирот, шевар. Плутајуће биљке у приобаљу су ретке и чине их свега три врсте: Sagittaria, Nuphar lutea и Persicaria amphibia. Мочваре у приобалном појасу су значајна хранилишта за лабудове, патке и гуске током њихових миграција са Белог ка Балтичком мору. Најраширеније рибље врсте су европски гргеч, деверика, бодорка, Coregonus autumnalis, Osmerus eperlanus.
Еколошка слика језера и њихове околине је на задовољавајућем нивоу, воде се углавном класификују у групу чистих (I и II степен), изузев у подручју око ушћа река Виханде и Пиузе где је због повишеног садржаја фосфата вода сврстана у трећу категорију.
Највећи еколошки проблеми језера су повећан степена еутрофикације узроковане интензивнијим размоночавањем модрозелених алги.